# Cơ cấu vốn
Trong tài chính, cơ cấu vốn, đề cập đến cách mà công ty tài trợ cho tài chính của nó tài sản thông qua một số sự kết hợp của vốn chủ sở hữu, nợ, hoặc chứng khoán lai. Cơ cấu vốn của một công ty sau đó là thành phần hoặc cấu trúc của trách nhiệm pháp lý của nó. Ví dụ, một công ty bán $ 20 tỷ vốn chủ sở hữu và $ 80 tỷ trong nợ nần được cho là 20% vốn chủ sở hữu, tài trợ và 80% nợ tài trợ. Tỷ lệ nợ của công ty tài chính tổng số, 80% trong ví dụ này, được gọi là của công ty tận dụng. Trong thực tế, cơ cấu vốn có thể là rất phức tạp và bao gồm hàng chục nguồn.
Tỷ lệ đòn bẩy tài là tỷ lệ sử dụng vốn của công ty đến từ bên ngoài của tài chính doanh nghiệp, ví dụ như bằng cách tham gia, thời hạn cho vay ngắn
Modigliani-Miller định lý, đề xuất bởi Franco Modigliani và [[Merton Miller, hình thành cơ sở cho tư duy hiện đại về cơ cấu vốn, mặc dù nó thường được xem như là một kết quả hoàn toàn lý thuyết vì nó xem thường nhiều yếu tố quan trọng trong quyết định cơ cấu vốn. Định lý nói rằng, trong một thị trường hoàn hảo, làm thế nào một công ty được tài trợ không liên quan đến giá trị của nó. Kết quả này cung cấp cơ sở để kiểm tra lý do thế giới thực tại sao cơ cấu vốn "là" có liên quan, có nghĩa là, giá trị của một công ty bị ảnh hưởng bởi cơ cấu vốn sử dụng. Một số lý do khác bao gồm chi phí phá sản, cơ quan chi phí, thuế, [[thông tin bất đối xứng. Phân tích này sau đó có thể được mở rộng để xem xét liệu có trong thực tế, một cơ cấu vốn tối ưu: một trong đó tối đa hóa giá trị của công ty.

## Cơ cấu vốn trong một thị trường hoàn hảo
Hãy xem xét một thị trường vốn hoàn hảo (không có giao dịch phá sản chi phí; thông tin hoàn hảo), các công ty và cá nhân có thể vay với lãi suất cùng một không thuế es; và quyết định đầu tư không bị ảnh hưởng bởi quyết định tài chính. Modigliani và Miller đã thực hiện hai phát hiện dưới những điều kiện này. 'Đề xuất đầu tiên' của họ là giá trị của một công ty độc lập với cơ cấu vốn của mình. Thứ hai 'đề xuất của họ, nói rằng chi phí vốn chủ sở hữu cho một công ty sử dụng đòn bẩy là bằng chi phí của vốn chủ sở hữu cho một công ty không đòn bẩy, cộng với phí bảo hiểm bổ sung cho các rủi ro tài chính. Đó là, tăng đòn bẩy, trong khi gánh nặng rủi ro cá nhân được chuyển giữa các lớp nhà đầu tư khác nhau, tổng số rủi ro được bảo tồn và do đó không tạo ra giá trị thêm.
Phân tích của họ đã được mở rộng để bao gồm các ảnh hưởng của thuế và nợ rủi ro. Dưới một hệ thống thuế cổ điển]], khấu trừ thuế của lãi suất làm cho nợ tài chính có giá trị, đó là, chi phí vốn giảm khi tỷ lệ nợ trong cơ cấu vốn tăng. Cấu trúc tối ưu, sau đó sẽ được để có vốn chủ sở hữu hầu như không có ở tất cả.

## Cơ cấu vốn trong thế giới thực
Nếu cơ cấu vốn là không thích hợp trong một thị trường hoàn hảo, sau đó không hoàn hảo tồn tại trong thế giới thực sự phải là nguyên nhân liên quan của nó. Các lý thuyết dưới đây cố gắng giải quyết một số những sự không hoàn hảo, bằng cách thư giãn các giả định trong mô hình M & M.

### Lý thuyết đánh đổi
Lý thuyết đánh đổi cho phép phá sản chi phí để tồn tại. Nó nói rằng có một lợi thế tài chính với khoản nợ (cụ thể là, lợi ích về thuế nợ]]) và có chi phí tài chính với khoản nợ (chi phí phá sản và chi phí đau khổ tài chính của nợ). Lợi ích cận biên tăng hơn nữa trong giảm nợ như làm tăng nợ, trong khi tăng chi phí cận biên, vì vậy mà một công ty được tối ưu hóa giá trị tổng thể của nó sẽ tập trung vào off-thương mại này khi lựa chọn bao nhiêu nợ và vốn chủ sở hữu để sử dụng cho tài trợ. Theo kinh nghiệm, lý thuyết này có thể giải thích sự khác biệt trong tỷ lệ D / E giữa các ngành công nghiệp, nhưng nó không giải thích sự khác biệt trong cùng một ngành công nghiệp.

### Lý thuyết trật tự phân hạng
Mổ lý thuyết thứ tự cố gắng để nắm bắt các chi phí thông tin bất đối xứng. Nó nói rằng các công ty ưu tiên các nguồn tài chính (tài chính nội bộ của vốn cổ phần) theo quy định của pháp luật nỗ lực ít nhất, hoặc kháng ít nhất, thích để nâng cao vốn chủ sở hữu như tài chính có nghĩa là "phương sách cuối cùng". Do đó: tài chính nội bộ được sử dụng đầu tiên, khi điều đó là hết, sau đó nợ được phát hành, và khi nó không còn hợp lý để phát hành nợ nữa, vốn chủ sở hữu được ban hành. Lý thuyết này duy trì mà các doanh nghiệp tuân thủ một hệ thống phân cấp các nguồn tài chính và thích tài chính nội bộ khi có sẵn, và nợ được ưa thích trên vốn chủ sở hữu nếu được yêu cầu tài chính bên ngoài (vốn chủ sở hữu có nghĩa là cổ phiếu phát hành có nghĩa là mang lại quyền sở hữu bên ngoài vào công ty). Như vậy, hình thức nợ một công ty lựa chọn có thể hành động như là một tín hiệu của nhu cầu tài chính bên ngoài.
Lý thuyết thứ tự mổ được phổ biến rộng rãi bởi Myers (1984)  khi ông lập luận bình đẳng đó là một phương tiện ưa thích để huy động vốn bởi vì khi các nhà quản lý (người được cho là biết tốt hơn về tình trạng thực sự của công ty hơn so với nhà đầu tư) vấn đề vốn chủ sở hữu mới, các nhà đầu tư tin rằng các nhà quản lý nghĩ rằng công ty được định giá quá cao và quản lý đang dùng lợi dụng xác định giá trị hơn. Kết quả là, các nhà đầu tư sẽ đặt một giá trị thấp hơn để phát hành cổ phần mới.

### Chi phí đại lý
Có ba loại  chi lý đại lý mà có thể giúp giải thích sự liên quan của cơ cấu vốn.
* 'Tài sản thay thế hiệu quả': D/E tăng, quản lý có một sự khuyến khích gia tăng để thực hiện nguy hiểm (thậm chí NPV) dự án âm. Điều này là bởi vì nếu dự án thành công, cổ đông nhận được tất cả các lộn, trong khi đó nếu nó không thành công, chủ nợ nhận được tất cả những nhược điểm. Nếu dự án được thực hiện, có một cơ hội giảm giá trị doanh nghiệp và chuyển giao tài sản từ các chủ nợ để cổ đông.
* 'Vấn đề đầu tư đầy đủ (hoặc nhô ra vấn đề nợ): Nếu nợ rủi ro (ví dụ, trong một công ty tăng trưởng), thu được từ dự án sẽ tích luỹ debtholders chứ không phải là cổ đông. Vì vậy, quản lý có động cơ để từ chối các dự án NPV dương, mặc dù họ có tiềm năng để tăng giá trị doanh nghiệp.
* 'Dòng tiền: trừ khi lưu chuyển tiền tệ được đưa ra cho các nhà đầu tư, quản lý có một động cơ để phá hủy giá trị doanh nghiệp thông qua xây dựng đế chế và đặc quyền. Tăng cường tận dụng áp đặt kỷ luật tài chính về quản lý.

Một khu vực hoạt động nghiên cứu trong lĩnh vực tài chính mà cố gắng dịch các mô hình trên cũng như những người khác vào một thiết lập lý thuyết quyết định là thời gian phù hợp và có một cấu trúc năng động, tương tự như một trong đó có thể được quan sát trong thế giới thực. Quản lý hợp đồng, hợp đồng nợ, hợp đồng vốn chủ sở hữu quyết định đầu tư, tất cả từ lâu đã sống ý nghĩa, nhiều thời kỳ. Vì vậy rất khó để nghĩ rằng thông qua những gì các tác động của các mô hình cơ bản trên thế giới thực nếu họ không nhúng trong một cấu trúc năng động gần thực tế. Một loại tương tự của nghiên cứu được thực hiện dưới vỏ bọc của rủi ro tín dụng nghiên cứu trong đó các mô hình của khả năng mặc định và giá cả của nó được thực hiện theo các giả định khác nhau về các nhà đầu tư và các ưu đãi quản lý, các cổ đông và chủ nợ. Ví dụ về các nghiên cứu trong lĩnh vực này là Goldstein, Ju, Leland (1998) [2] và Hennessy và đức giả (2004) .

### Khác
Các đột biến trung tính giả thuyết các công ty rơi vào những thói quen khác nhau của tài chính, mà không ảnh hưởng đến giá trị.
- Thời gian giả thuyết thị trường cơ cấu vốn là kết quả của thời gian tích lũy lịch sử của thị trường bằng cách quản lý [4]

Tăng tốc đầu tư có hiệu lực, ngay cả trong sự vắng mặt của chi phí cơ quan, doanh nghiệp có sử dụng vốn vay sử dụng để đầu tư nhanh hơn vì sự tồn tại rủi ro mặc định 
== Tỷ lệ vốn chuẩn ==
Vốn chuẩn tỷ lệ = (Capital Bạc đạn rủi ro): (vốn không mang nguy cơ)
* Capital chịu rủi ro bao gồm trái phiếu thông thường (nguy cơ là để trả lãi suất) và vốn ưu đãi (nguy cơ để trả cổ tức ở mức cố định).
* Capital không mang nguy cơ bao gồm vốn chủ sở hữu vốn cổ phần.
Vì vậy chúng tôi cũng có thể nói,
Vốn chuẩn tỷ lệ = (giấy nhận nợ + vốn cổ phần ưu đãi): (quỹ của cổ đông Vốn chủ sở hữu)
== Arbitrage ==
Câu hỏi tương tự cũng là mối quan tâm của nhiều nhà đầu cơ được biết đến như là một cấu trúc vốn mua bán ngoại tệ, xem arbitrage.
Mua bán ngoại tệ cấu trúc vốn tìm kiếm cơ hội được tạo ra bởi giá cả khác biệt giữa các công cụ khác nhau do một công ty. Xem xét, ví dụ, trái phiếu truyền thống và chuyển đổi trái phiếu. Loại thứ hai là trái phiếu, theo các điều kiện hợp đồng, chuyển đổi thành cổ phần vốn chủ sở hữu. Các thành phần tùy chọn cổ phiếu của một trái phiếu chuyển đổi có thể tính được giá trị trong chính nó. Giá trị của toàn bộ các "cụ" là giá trị của trái phiếu truyền thống "cộng" thêm giá trị của tính năng tùy chọn Nếu sự lây lan (sự khác biệt giữa chuyển đổi và trái phiếu không chuyển đổi) phát triển quá mức, sau đó mua bán ngoại tệ cấu trúc vốn sẽ đặt cược rằng nó sẽ hội tụ.